# Окс, Трауготт
Трауготт Окс (нем. Traugott Ochs; 19 октября 1854, Альтенфельд — 27 августа 1919) — немецкий композитор и дирижёр. Отец Эриха Окса.

## Биография
Учился у Макса Эрдмансдёрфера и Фридриха Киля. С 1890 г. учитель музыки в Нойцелле. В 1892—1899 гг. органист и капельмейстер в Губене. В 1899 г. возглавил оркестр и музыкальную школу в Брюнне, однако уже в 1900 г. перебрался в Билефельд как музикдиректор, в 1904 г. основал городскую консерваторию. В 1907—1910 гг. возглавлял придворный оркестр Зондерсхаузена. С 1910 г. в Берлине, основал собственную музыкальную школу, которая годом позже объединилась со школой, основанной Оскаром Айхельбергом, в Консерваторию Айхельберга-Окса.
Автор оратории «Германский призыв» (нем. Deutsches Aufgebot; 1888) для баритона, хора и оркестра, Реквиема, «Школы хорового пения» для мужского состава, многочисленных сочинений для органа.